# Amics amb dret a alguna cosa més
Amics amb dret a alguna cosa més (títol original en anglès, Friends with Benefits) és una comèdia romàntica estatunidenca dirigida pel Will Gluck i protagonitzada per Mila Kunis, Justin Timberlake, en Woody Harrelson, l'Emma Stone i la Patricia Clarkson.
Es va començar a rodar el 13 de juliol del 2010 a Nova York i es va acabar de rodar el setembre del mateix any a Los Angeles. Distribuïda per Screen Gems, la pel·lícula ha estat escrita per en Keith Merryman i el David Newman —amb la supervisió del mateix director— i l'estrena va tenir lloc el 22 de juliol del 2011 als EUA.

## Argument
Jamie (Mila Kunis) és una caça-talents d'executius que treballa per compte d'una important agència de treball a la ciutat de Nova York i el Dylan (Justin Timberlake) és un director d'art que col·labora amb una petita companyia d'Internet a Los Angeles. La Jamie rep la tasca d'entrevistar en Dylan i convèncer-lo de treballar per la revista GQ de Nova York. Al principi, quan en Dylan arriba a Nova York i aprèn de la mà de la Jamie que GQ l'ha agafat es mostra indecís i no sap si mudar-se cap a Los Angeles i acceptar la feina, però la Jamie, en un intent per convèncer-lo, el porta a passejar a Manhattan per persuadir-lo.

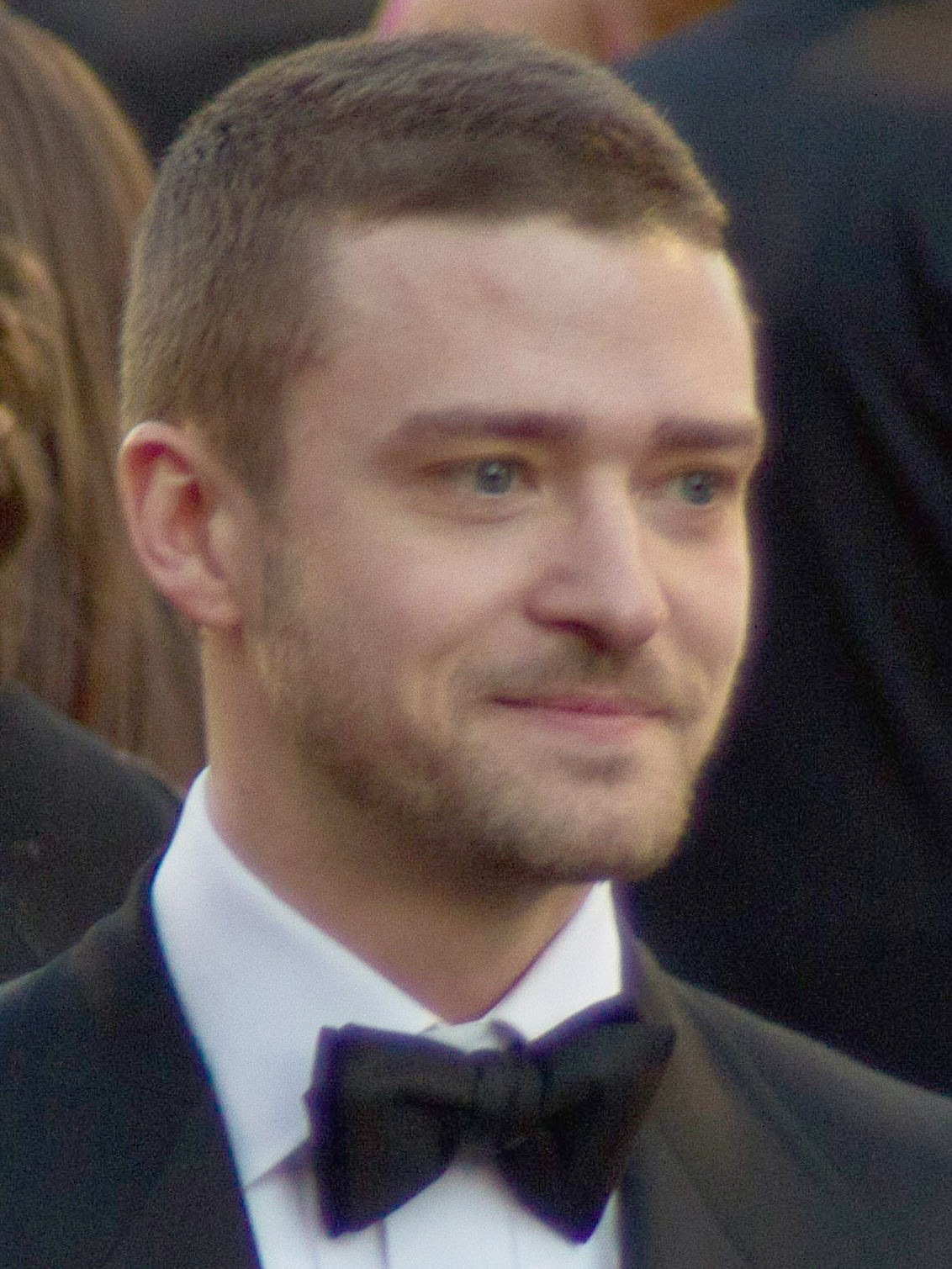
Justin Timberlake.

Després d'una llarga nit però divertida a la ciutat, en Dylan accepta finalment la feina i l'endemà, la Jamie li entrega el contracte de treball per tal que el signi i doni, d'aquesta manera, per acabat el procés de contractació que l'empresa exigeix a la Jamie. Tot i no conèixer res de la ciutat, ambdós acaben per fer-se bons amics. Però, una bona nit, mentre tots dos miren una pel·li romàntica, sorgeix entre conversacions i pauses el tema del sexe i acaben per concloure que el sexe no hauria d'implicar tants compromisos emocionals. Raó per la qual acorden no frenar la connexió física que hi ha entre els dos i acaben per mantenir relacions sexuals sense emocions ni cap compromís, el que se’n diu “Amics amb dret a alguna cosa més”.
Però de sobte la Jamie coneix al Parker (Bryan Greenberg) i comencen a sortir junts. Després de cinc trobades, i relacions sexuals pel mig, en Parker li confessa que no vol res més. Furiosa, la Jamie s'encara a ell i talla. Tractant de simpatitzar amb en Jamie i amb l'esperança que acabi per superar la pena que porta a dins, en Dylan li proposa viatjar amb ell a Califòrnia el cap de setmana del 4 de juliol i així conèixer la seva família. Tot i dubtar, en Jamie accepta gràcies a la insistència del Dylan. Els dos s'enlairen direcció Califòrnia, allà on Jamie coneixerà el pare (Richard Jenkins) i germana del Dylan, Annie (Jenna Elfman). Durant el seu sojorn, comencen a sortir sentiments entre ell i l'Annie sota forma de petons apassionats que els porten a compartir una vetllada única. Però l'endemà, en Parker confesa a l'Annie, sota l'escolta amagada d'en Dylan, que no vol res més. Ferida, l'Annie marxa a Nova York. En Dylan, també se n'hi va tranctant de reconciliar la relació.

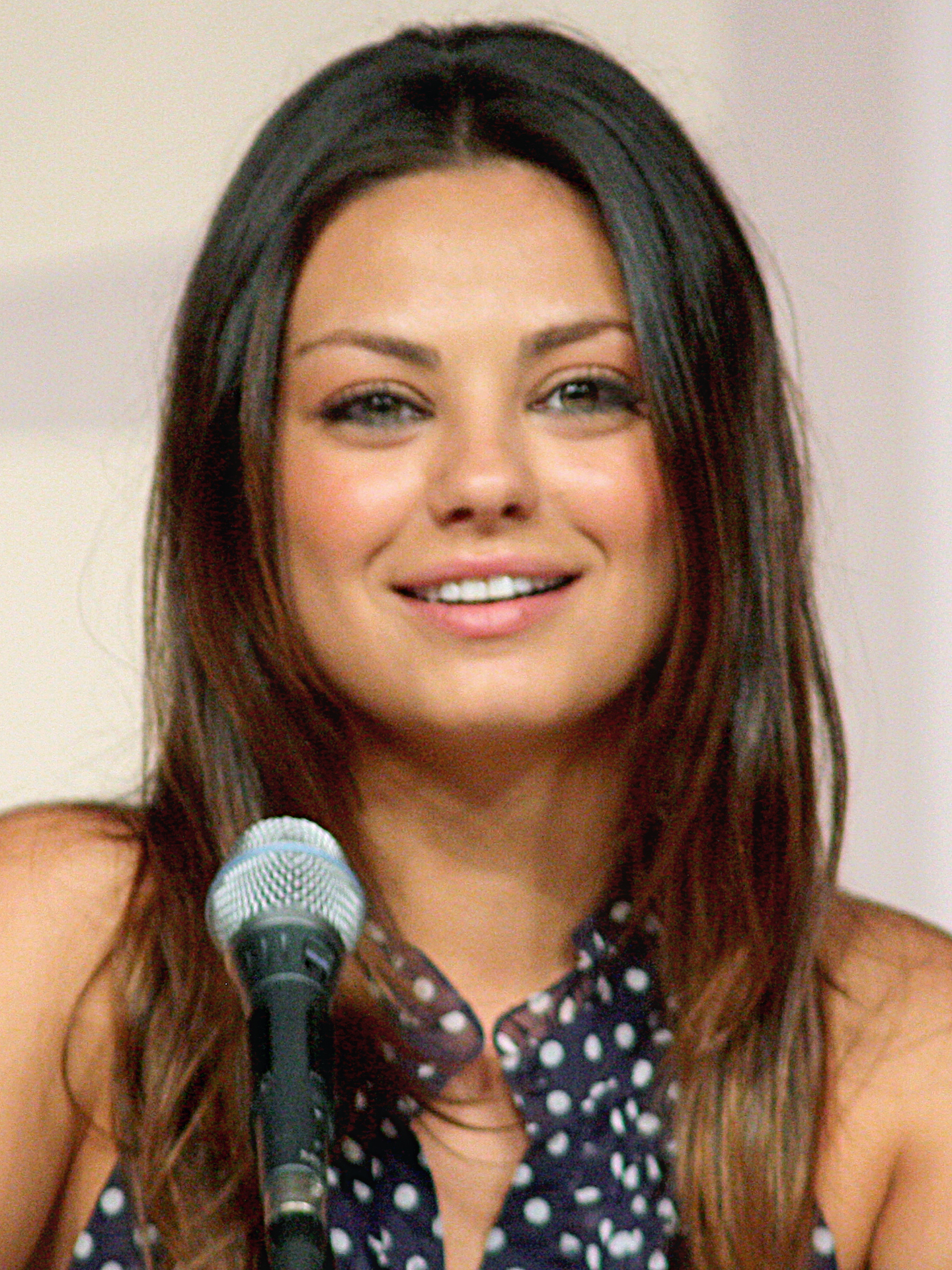
Mila Kunis.

Vista la situació i poc temps després, la Jamie s'assabenta que el Dylan podria acabar per abandonar GQ i buscar feina per una altra banda, el que perjudicaria la seva imatge de caça-talents. Així doncs, decideix encarar-s'hi però acaben barallant-se per un altre motiu. De la baralla, ambdós decideixen aclarir sentiments. En aquest intent, la Jamie acudeix a sa mare i el Dylan a la seva germana. L'Annie aprofita la situació per informar-lo que el seu pare, que pateix Alzheimer, viatjarà a Nova York i necessita que algú l'aculli. Dies després i a la terminal de l'aeroport, el pare del Dylan, en un moment de confusió derivat de la seva malaltia, reconeix erròniament una pidolaire com a dona seva. En Dylan li pregunta sobre aquesta senyora i a la seva mare actual.
Aquest incident fa que el Dylan s'adoni del que sent realment per la Jamie, i després de conversar amb el seu col·lega Tommy, decideix reconquistar-la. Per fer-ho, truca la mare de la Jamie i tot dos elaboren un pla de reconquesta. La Jamie acudeix sota petició de la mare a l'areoport i allà mateix en Dylan li organitza una flaixmob que acaba per convèncer-la. D'aquest punt sortirà la primera cita de veritat entre els dos.

## Repartiment
- Mila Kunis en tant que Jamie.
- Justin Timberlake en tant que Dylan.
- Nolan Gould en tant que Sammy.
- Woody Harrelson.
- Patricia Clarkson.
- Richard Jenkins.
- Emma Stone.
- Jenna Elfman.
- Andy Samberg.
- Alex Rodríguez.
- Evelina Pereira.
- Bryan Greenberg
- Jason Segel.
- Rashida Jones.

### Crítica
La pel·lícula ha rebut majoritàriament crítiques positives dels especialistes. La pàgina web Rotten Tomatoes apunta que el 72% dels crítics n'han donat el seu vistiplau, qualificant la pel·lícula amb un 6,4 de 10 punts. L'argument principal, tot i ser conscient que el film no deixa de seguir la típica fórmula de les comèdies romàntiques, que dona nota d'aprovat sosté que la química entre en Justin Timberlake i la Mila Kunis és prou real perquè la pel·lícula se sostingui per ella mateixa. Finalment la pàgina Metacritic, atorga al film 63 punts de 100, basant-se en trenta-set ressenyes.

### Premis i nominacions
| Premi                   | Categoria                  | Nominat           | Resultat |
| ----------------------- | -------------------------- | ----------------- | -------- |
| Teen Choice Awards 2011 | Estrella de cine masculina | Justin Timberlake | Nominat  |
| Teen Choice Awards 2011 | Estrella de cine femenina  | Mila Kunis        | Nominada |